# بخش انالالاوا
بخش انالالاوا (به لاتین: Analalava District) یک منطقهٔ مسکونی در ماداگاسکار است که در سوفیا (ماداگاسکار) واقع شده‌است.

## خصوصیات
بخش انالالاوا ۴٬۳۸۰ کیلومترمربع مساحت و ۸۹٬۹۱۷ نفر جمعیت دارد.